# Ptocasius songi
Ptocasius songi là một loài nhện trong họ Salticidae.
Loài này thuộc chi Ptocasius. Ptocasius songi được Dmitri Viktorovich Logunov miêu tả năm 1995.